# John Mix Stanley

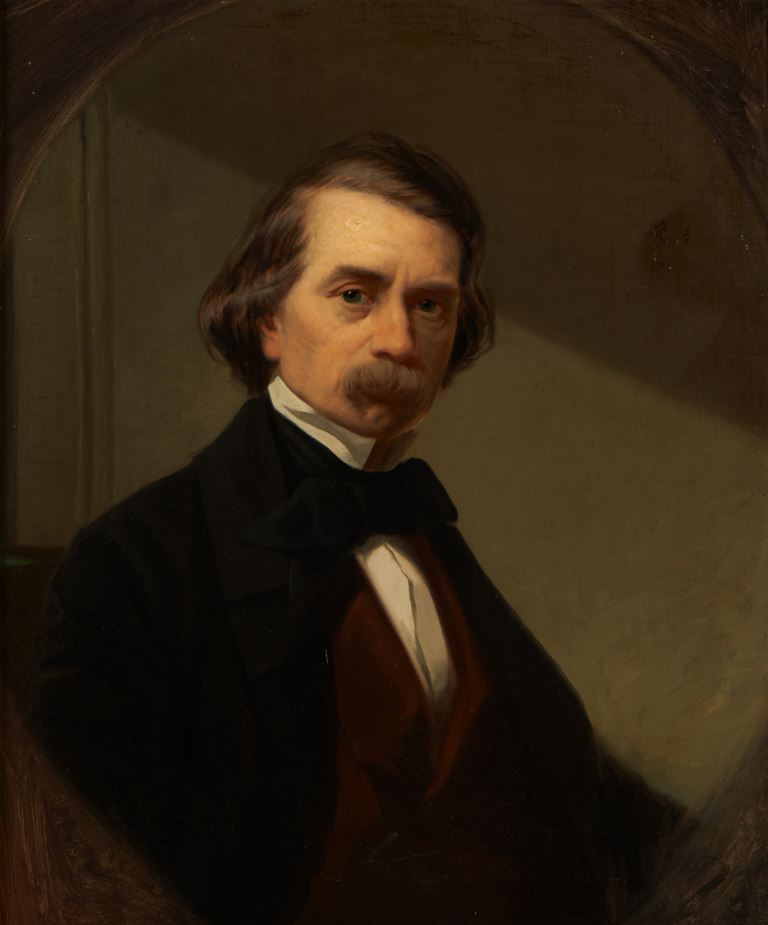
John Mix Stanley, Selbstporträt, ca. 1860

John Mix Stanley (* 17. Januar 1814 in Canandaigua, New York; † 10. April 1872 in Detroit, Michigan) war ein US-amerikanischer Maler. Sein Werk umfasst Landschaften und Porträts der Ureinwohner Nordamerikas. Er bemühte sich um eine authentische Darstellung des Lebens und der Kultur der Ureinwohner. Sein Werk gilt als wichtiger Beitrag zur bildlichen Dokumentation indianischer Kulturen im 19. Jahrhundert, auch wenn ein Großteil seines Werkes durch einen Brand vernichtet wurde.

## Leben und Werk
John Mix Stanley wurde in Canandaigua im Bundesstaat New York geboren und begann seine künstlerische Laufbahn als Haus- und Schildermaler. Später spezialisierte er sich auf die Porträtmalerei in Detroit, das auch sein langjähriger Wohnsitz wurde. Ab den 1840er Jahren unternahm Stanley ausgedehnte Reisen in den Westen Nordamerikas, darunter das heutige Oklahoma, Texas, Kalifornien, New Mexico und den Nordwesten der USA. Dabei legte er mehr als 8000 Meilen zurück. Ziel dieser Reisen war es, das Leben und die Kultur der Ureinwohner so genau wie möglich zu erfassen. Skizzen, Fotografien (Daguerreotypien) und persönliche Beobachtungen vor Ort dienten ihm als Grundlage für spätere Ölgemälde im Atelier.
1853 und 1854 begleitete John Mix Stanley als offizieller Expeditionsmaler die Erkundungsreise des späteren Gouverneurs des Washington-Territoriums, Isaac Stevens, zur Planung einer transkontinentalen Eisenbahn. Stanley war das bestbezahlte Mitglied der Expedition. Er fertigte zahlreiche Studien, Skizzen und Fotografien an, die als Vorlagen für spätere Gemälde dienten. Aufgrund seiner Fotoausrüstung und seines Auftretens galt er bei den Ureinwohnern, den Blackfeet und Gros Ventre, als eine Art „Medizinmann“.

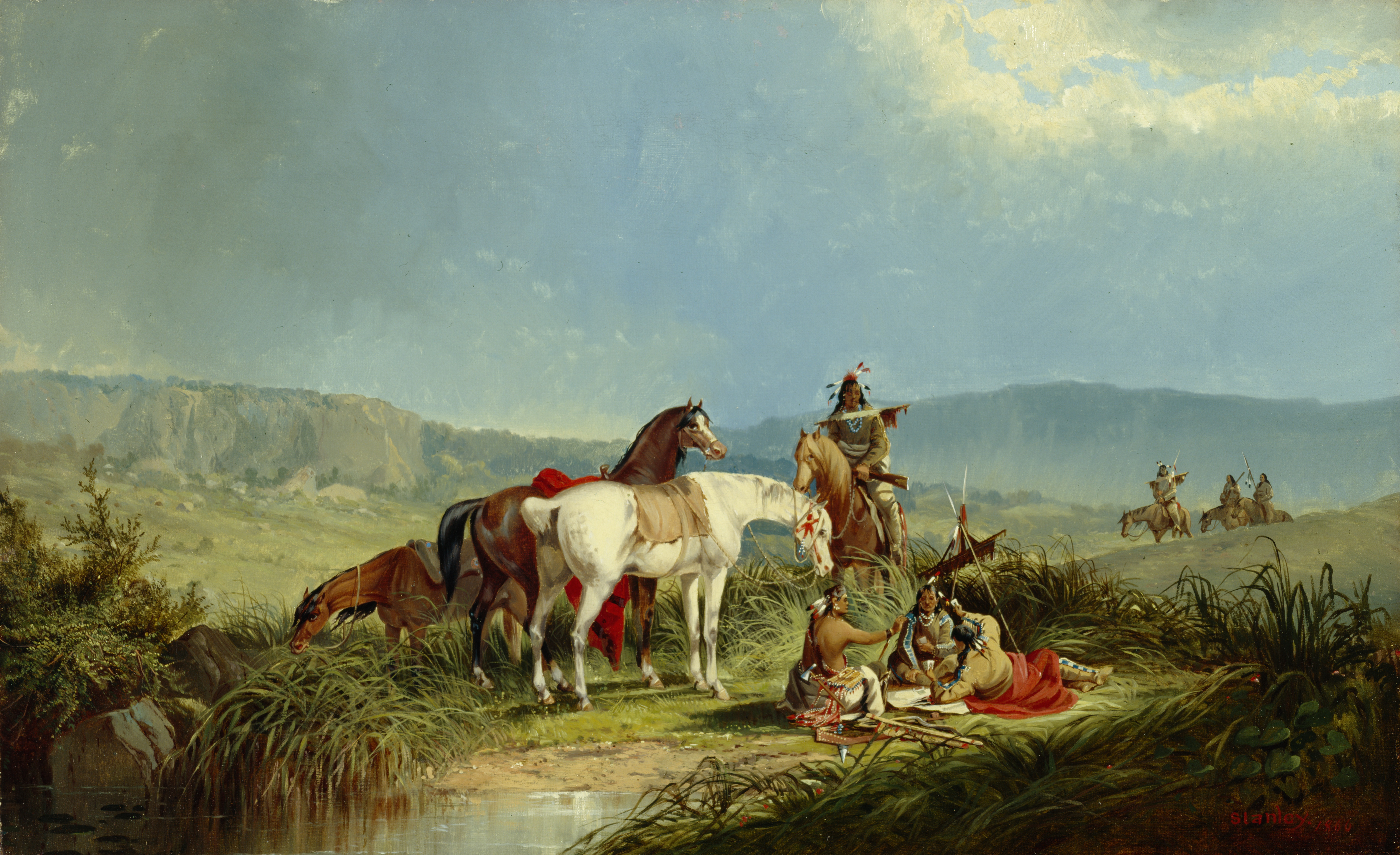
John Mix Stanley: Indians Playing Cards, 1866. Detroit Institute of Arts

Ein zentrales Projekt Stanleys war die so genannte Indian Gallery, eine umfangreiche Sammlung von rund 150 Porträts indigener Personen, ergänzt durch Karten, Dokumente und ethnographische Objekte. Diese Werke entstanden hauptsächlich zwischen 1842 und 1854 und wurden ab 1852 in der Smithsonian Institution in Washington, D.C. ausgestellt. Im Jahr 1865 wurden fast alle Werke dieser Sammlung durch einen Brand im Smithsonian zerstört – nur sieben Gemälde blieben erhalten. Dieser Verlust trug wesentlich zur späteren Vergessenheit des Künstlers bei.
Neben der Indian Gallery schuf John Mix Stanley weitere großformatige Gemälde mit historischen und ethnographischen Themen. Zu seinen bekanntesten Werken zählt The Trial of Red Jacket (1868), das eine dramatische Szene aus dem Leben des Seneca-Häuptlings Red Jacket zeigt. Auch großformatige Panoramen gehörten zu Stanleys Repertoire: Scenes and Incidents of Stanley’s Western Wilds (1854) und das während des amerikanischen Bürgerkriegs entstandene Polemorama mit 77 Szenen aus dem Krieg.
Stanleys Stil wird oft mit der Hudson River School in Verbindung gebracht. Er verband landschaftliche Dramatik mit ethnographischer Detailgenauigkeit. Im Vergleich zu seinem Zeitgenossen George Catlin galt Stanley als technisch überlegener, akademisch gebildeter Künstler. Während Catlin eher ethnografisch motiviert war, verstand Stanley seine Arbeiten auch als künstlerischen Ausdruck. Dennoch verfolgte auch er das Ziel, ein möglichst authentisches Bild der indigenen Völker vor ihrem vermeintlichen Verschwinden zu dokumentieren.

## Rezeption und Nachwirkung

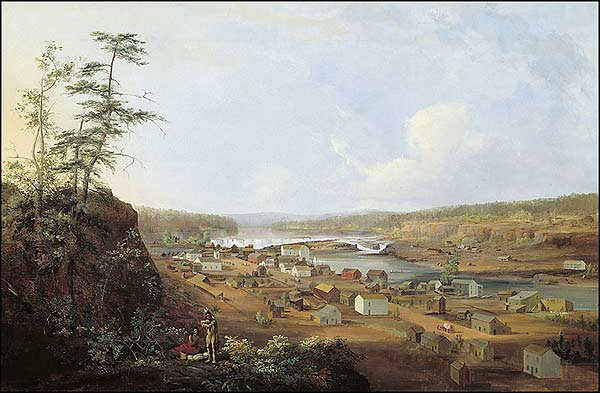
Oregon City on the Willamette River, ca. 1850, von John Mix Stanley. Amon Carter Museum, Fort Worth, Texas

Trotz seiner Leistungen geriet John Mix Stanley nach seinem Tod weitgehend in Vergessenheit. Erst mit der Wanderausstellung Painted Journeys: The Art of John Mix Stanley (ab 2015), die vom Buffalo Bill Center of the West in Cody, Wyoming, organisiert und unter anderem im Tacoma Art Museum gezeigt wurde, erfuhr sein Werk wieder größere Aufmerksamkeit. Die Ausstellung zeigte 60 Werke und ein begleitender Katalog dokumentierte insgesamt 225 Werke, darunter Gemälde aus öffentlichen und privaten Sammlungen.
John Mix Stanley starb 1872 in Detroit. Trotz des Verlustes eines Großteils seines Werkes ist sein Beitrag zur amerikanischen Kunstgeschichte, insbesondere im Hinblick auf die bildliche Überlieferung indigener Kulturen und die Expansion der USA nach Westen, von großer Bedeutung. Seine Arbeiten wurden in renommierten Institutionen wie der Corcoran Gallery of Art, dem Metropolitan Museum of Art und der National Gallery of Art ausgestellt.